# Der Usedom-Krimi: Nebelwand
Nebelwand ist ein Fernsehfilm aus der Kriminalfilmreihe Der Usedom-Krimi. Er wurde im Auftrag von ARD Degeto und dem NDR von der Razor Film Produktion für Das Erste produziert. Die 4. Folge der Filmreihe wurde am 19. Oktober 2017 erstgesendet.

## Handlung
Durch den Brand eines aufgedockten Segelschiffs erleidet eine obdachlose Frau, die dort Unterschlupf gesucht hatte, schwere Verbrennungen. Die zuständige Hauptkommissarin Julia Thiel nimmt Ermittlungen auf, was die Ursache dieser Brandstiftung war. Das zuvor in Generalüberholung befindliche Schiff gehörte seit kurzer Zeit einem Sozialpädagogik-Verein, der gefährdete Jugendliche durch Erlebnispädagogik resozialisieren möchte.
Wie sich nach und nach herausstellt, war dasselbe Segelschiff vor zehn Jahren in einen schlimmen Unfall verwickelt, bei dem ein Urlauberehepaar starb und nur dessen sechsjähriger Sohn überlebte. Die Ex-Staatsanwältin Karin Lossow erinnert sich lebhaft an den Fall, denn sie war selbst währenddessen auf dem Unglücksschiff an Bord gewesen. Ist etwa nun jener Junge zurückgekehrt, um für den Tod seiner Eltern Rache zu nehmen? Und ist er womöglich identisch mit dem vorbestraften „Jäckie“, der sich auf Usedom herumtreibt? Derselbe junge Mann übrigens, in den sich Julias Teenager-Tochter Sophie verliebt hat?
Doch zunächst richtet sich der Verdacht der Polizei gegen eine 17-Jährige aus der Gruppe der betreuten Jugendlichen, die dort eine Außenseiterrolle einnimmt. Simone war während der Brandstiftung am Tatort, hat die brennenden Kleider der Obdachlosen ausgeschlagen und ihr so das Leben gerettet. Zugleich allerdings kann sie nicht plausibel begründen, warum sie sich genau zum Zeitpunkt der Brandstiftung am Tatort einfand. Das heißt doch, sie könnte diejenige sein, die aus Ressentiment gegen das Mobbing in der beim Schiffsreparieren eingesetzten Gruppe den Brand legte? Die Polizei nimmt sie zunächst einmal in Untersuchungshaft.
Als sich die Motivlage der tatsächlich identischen Person des Waisenjungen von damals mit dem Jäckie von heute klar abzeichnet sowie seine Anwesenheit auf Usedom zur Tatzeit erwiesen ist, wird der Tatverdacht gegen die Außenseiter-Jugendliche fallengelassen. Lossow ermittelt den Aufenthaltsort Jäckies bei einer Pflegefamilie in Polen und fährt kurzerhand selbst dorthin. Er ergreift vor ihr zunächst die Flucht, willigt nach einem selbstverschuldeten Autounfall bei der Verfolgungsjagd indes ein, ihrem Kompromissvorschlag zu folgen und mit ihr nach Usedom zurückzufahren, um sich der Polizei zu stellen. Sie honoriert diese Kooperation, indem sie seine illegale Schusswaffe in die Ostsee versenkt. Außerdem bekennt sie sich zu ihrer Mitschuld am damaligen Schiffsunglück. Sie hatte seinerzeit ihren zu Lug und Trug neigenden Ehemann mit einer Falschaussage gedeckt, aus Angst ihn sonst zu verlieren. Auch den befreundeten ehemaligen Schiffseigentümer bekommt sie herum, die Lügengeschichte von der angeblichen Nebelwand, die gar nicht vorhanden gewesen war, fallenzulassen.

## Hintergrund
Der Film wurde vom 5. April 2016 bis zum 4. Mai 2016 vorwiegend auf der Ostseeinsel Usedom sowie in Berlin gedreht. Unter anderem wurde in die Festlandhäfen Freest und Barth, sowie in Swinemünde (Świnoujście) und Zinnowitz gedreht.

## Rezeption

### Kritiken
„Der ‚Usedom-Krimi‘, der mehr Alltagsdrama als klassischer Polizeifilm ist, hat es geschafft, eine eigene, attraktive Tonalität zu entwickeln, indem er auf postkartenillustres Regionalmarketing pfeift und handlungstechnisch permanent Erwartungen unterläuft. Wo sonst eine klare Exposition gefragt ist, setzt man auf Rätselhaftigkeit; wo sonst Streit herrscht, zieht man am selben Strang; wo sonst Männer auf den Putz hauen, putzen hier Frauen die Männer weg; wo sonst grotesker Witz für Abwechslung sorgt, fokussiert man auf lebensnahes Familienchaos. (..) Aber der Witz schiebt sich in diesem etwas anderen Küstenkrimi so wenig in den Vordergrund wie das Verbrechen, das eher schwache Finale oder der moralische Kommentar, in diesem Fall bezogen auf eine nicht ganz uneigennützige Jugendhilfe.“

„Vielerlei Dinge heben die von NDR und Degeto koproduzierte Reihe und speziell die aktuelle Episode über den Durchschnitt. (..) Subtil auch die Darstellungsweise der Schauspieler, hier erneut unter der Regie von Andreas Herzog, der bereits den Premierenfilm inszenierte. Oft wird still kommuniziert, derweil sind die kargen, mit norddeutsch-trockenem Witz durchsetzten Dialoge eine schiere Freude.“

„Nach dem Negativausreißer ‚Engelmacher‘ findet der ‚Usedom-Krimi‘ mit Episode vier wieder in die Spur zurück. Der Film gibt nicht nur Antworten auf die Fragen, die in Teil eins und zwei aufgeworfen wurden, er zeigt auch wieder Mut zu jener Rätselhaftigkeit, die die Reihe zu Beginn aus der Vielzahl vergleichbarer Nord- und Ostseekrimis herausgehoben hatte. Auch handwerklich knüpft ‚Nebelwand‘ nicht zuletzt dank der suggestiven Musik und der atmosphärisch unterkühlten Bildgestaltung an die Stärken der ersten beiden Filme an.“

### Einschaltquoten
Die Erstausstrahlung von Nebelwand am 19. Oktober 2017 wurde in Deutschland von 6,18 Millionen Zuschauern gesehen und erreichte einen Marktanteil von 20,5 % für Das Erste. Damit schaffte die Krimireihe diesmal den Tagessieg beim Gesamtpublikum.